# Matteo Branciamore
Matteo Branciamore (Roma, 2 ottobre 1981) è un attore e cantante italiano.

## Biografia
Ultimati gli studi superiori, si iscrive alla facoltà di Scienze della Comunicazione dell'Università degli Studi di Roma "La Sapienza", senza però concludere gli studi. Dopo aver frequentato dei corsi di teatro inizia a lavorare con piccole partecipazioni in cinema e successivamente in televisione. In teatro, dopo il debutto nel 2002 con Novembre, recita in A cena coll'agnello (2004-2005), Il processo ai cugini Bandiera (2003) e Wilde e Oxford (2005). Nel 2001 appare per la prima volta sul piccolo schermo in Sei forte, maestro 2. Nel 2002 recita nello spot dei Baci Perugina. Nel 2006 diventa popolare grazie alla serie televisiva di Canale 5, I Cesaroni, in cui interpreta il ruolo di Marco Cesaroni, figlio di Giulio Cesaroni (Claudio Amendola). È anche sua la voce in Adesso che ci siete voi, sigla della serie, e in Un mare di guai, entrambe pubblicate nel CD della colonna sonora della serie. Sempre nello stesso anno gira il film TV Piper, in onda il 10 maggio 2007 su Canale 5 e inoltre, insieme ad Alessandra Mastronardi, sua partner ne I Cesaroni, gira il videoclip Stai bene come stai della band Le Mani, vincitore del premio Videoclip italiano 2007.
Nel 2007 recita, al Teatro Greco di Roma, nella commedia La partitella, regia di Ennio Coltorti, con Alessia Amendola. Nel febbraio 2008 torna su Canale 5 con I Cesaroni 2, in cui lui ed Alessandra Mastronardi saranno due dei protagonisti. Nello stesso mese esce il suo primo CD Parole nuove, contenente brani della colonna sonora della prima e della seconda stagione de I Cesaroni. Contemporaneamente esce Eva e Marco - Quello che non sai di me. I Cesaroni, un libro sui due personaggi. Il 12 ottobre 2008 torna su Canale 5 con il film TV VIP, regia di Carlo Vanzina.
Anche per la terza stagione de I Cesaroni canta le canzoni della colonna sonora nel CD intitolato Ovunque andrai. Sempre nel 2009 Branciamore torna a cimentarsi nel cinema, interpretando la parte del criminale Manolo, nel film 5 (Cinque), regia di Francesco Dominedò. Il suo ruolo ne I Cesaroni termina dopo un episodio della sesta serie.
Nel 2013 recita nella miniserie Barabba. Il 21 luglio 2014 debutta come conduttore televisivo di Comedy on the Beach, in onda su Comedy Central. Insieme a Nicolas Vaporidis e Primo Reggiani ha fondato una casa di produzione, la Drive Production Company, che ha dato luogo alla web serie Piove, che vede Matteo Branciamore nei panni di un intervistatore irriverente e spietato nei confronti di personaggi famosi.
Nel 2016 ricopre il ruolo di Matteo nel film My Father Jack, per la regia di Tonino Zangardi, ed interpreta Tommaso nel film Il mondo di mezzo, per la regia di Massimo Scaglione.
Nel gennaio 2018 torna in TV con la sitcom Love Snack, e al cinema con la commedia Anche senza di te, dove recita accanto a Myriam Catania e Nicolas Vaporidis. Nel 2024 recita nel film Enea, diretto da Pietro Castellitto.

## Filmografia

### Cinema
- 5 (Cinque), regia di Francesco Maria Dominedò (2011)
- 11 settembre 1683, regia di Renzo Martinelli (2012)
- Tre tocchi, regia di Marco Risi (2014)
- My Father Jack, regia di Tonino Zangardi (2016)
- Il mondo di mezzo, regia di Massimo Scaglione (2017)
- Anche senza di te, regia di Francesco Bonelli (2018)
- La banda dei tre, regia di Francesco Dominedò (2019)
- Enea, regia di Pietro Castellitto (2023)

### Televisione
- Sei forte, maestro – serie TV (2001)
- Distretto di Polizia – serie TV (2001)
- Padri e figli – miniserie TV (2005)
- La buona battaglia - Don Pietro Pappagallo – miniserie TV (2006)
- I Cesaroni – serie TV, 131 episodi (2006-2012, 2014)
- Piper, regia di Carlo Vanzina – film TV (2007)
- VIP, regia di Carlo Vanzina – film TV (2008)
- Barabba – miniserie TV (2012)
- Love Snack – serie TV (2017-2018)
- Eppure cadiamo felici – serie TV (2023)
- Il clandestino - serie TV (2024)

### Cortometraggi
- Notte in città, regia di Gianfranco Tomei (2000)
- Attitudini, regia di Alessandro Settimi (2001)
- L'estate di Davide, regia di Emma Rossi Landi (2006)
- Punti di vista, regia di Pierluigi Di Lallo (2013)
- L’eclissi, regia di Francesco Bonelli (2018)
- La felicità non è una truffa, regia di Paolo Genovese (2018)
- Da uno a dieci, regia di Paola Boschi (2019)

## Teatro
- Novembre, regia di Ennio Coltorti (2002)
- A cena col diavolo, regia di Ennio Coltorti (2003-2004)
- Il processo ai fratelli Bandiera, regia di R. Iannone (2004)
- Wilde alla Oxford, regia di Ennio Coltorti (2005)
- La partitella, regia di Ennio Coltorti (2007)
- Era un fantasma, regia di Lorenzo Lavia (2020)

## Web series
- The Last Day (2012)
- Piove (2014)
- L’amore ha i tempi del virus (2020)

## Videoclip
- Stai bene come stai di Le Mani (2007)
- Questione di rispetto di Maddalena Sorrentino (2008)
- Oro trasparente di Matteo Branciamore (2012)
- Ho guardato il cielo di La Scelta (2019)

## Programmi TV
- Comedy on the beach (2014)

## Pubblicità
- Perugina (2003)
- Blomor - Testimonial

## Discografia
- Parole nuove (2008)
- Ovunque andrai (2009)
- La mia compilation (2010)
- Come ridevi (2010) - Singolo in collaborazione con i Control V
- Oro trasparente e le nuove canzoni de i Cesaroni (2012)

## Riconoscimenti
- Festival del cinema di Salerno 2007 – Premio Arechi d'oro per l'interpretazione ne I Cesaroni
- Giffoni Film Festival 2009 e 2011 – Young Talent Award
- Mompeo in corto 2011 – Versatilità artistica
- Premio Charlot fiction 2013 – protagonista ne I Cesaroni